# Paul Barrere (guitariste)
Pour les articles homonymes, voir Paul Barrère (homonymie) et Barrere.
Paul Barrere, né le 3 juillet 1948 à Burbank (Californie) aux États-Unis et mort le 26 octobre 2019 à Los Angeles,, est un guitariste et auteur-compositeur américain membre du groupe  Little Feat, fondé en 1969 par Lowell George ; il a rejoint le groupe en 1972. 
Il a également joué et enregistré avec de nombreux musiciens notables, dont Taj Mahal, Jack Bruce, Chicken Legs, The Blues Busters, Valerie Carter, Helen Watson, Chico Hamilton, Robert Palmer, Eikichi Yazawa, et Carly Simon. Il apparaît dans la vidéo promotionnelle de Nicolette Larson Lotta Love (1979).

## Biographie

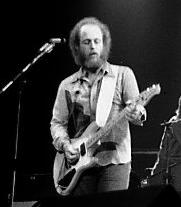
Paul Barrère avec Little Feat, à Buffalo (New York) le 1er mai 1977.

Les plus connues des contributions de Paul Barrere avec Little Feat en tant qu'auteur-compositeur incluent Skin It Back, et Feats Don't Fail Me Now, tirés de l'album Feats Don't Fail Me Now, All That You Dream de The Last Record Album, Time Loves a Hero de Time Loves a Hero, et Down on the Farm de Down on the Farm.
Paul Barrere est un guitariste de swing qui joue une grande variété de styles de musique, y compris le blues, le rock, le jazz et la musique cadienne. C'est un guitariste d'accompagnement efficace.
Il a aussi enregistré et fait des concerts en duo acoustique avec Fred Tackett (en), un autre membre de Little Feat.
Paul Barrere a joué plusieurs concerts avec Phil Lesh and Friends en octobre 1999 et de mars à juin 2000. Il a également tourné avec Bob Dylan, et plus récemment il a écrit et enregistré avec Roger Cole.

### Vie privée
Paul Barrere est le fils des acteurs hollywoodiens Claudia Bryar et Paul Bryar (en). En 2015, on lui a diagnostiqué un cancer du foie.

## Discographie

### Solo
- 1983 On My Own Two Feet (Mirage)
- 1984 Real Lies (Atlantic)
- 1995 If the Phone Don't Ring (Zoo)

### Bluesbusters
- 1981 This Time (Landslide)
- 1984 Merry Christmas (Tower)
- 1986 Accept No Substitutes (Landslide)

### Paul Barrere and Fred Tackett
- 2001 Live from North Cafe (Relix)
- 2009 Live in the UK 2008 (Stonehenge)